# Droga krajowa nr 37 (Polska)
Droga krajowa nr 37 (DK37) – droga krajowa klasy G o długości 14,5 km leżąca na obszarze województwa zachodniopomorskiego. Trasa ta łączy centrum Darłowa z drogą DK6 w okolicy Karwic. W przyszłości ma powstać węzeł Karwice łączący DK37 z S6. 
Do 31 grudnia 2005 droga ta była drogą powiatową nr 0507Z (wcześniej nr 17451). W dniu 1 stycznia 2006, na podstawie Rozporządzenia Ministra Infrastruktury Krzysztofa Opawskiego z 6 maja 2005, droga ta została zaliczona do kategorii dróg krajowych.
Sprawa podniesienia kategorii do drogi krajowej była przez jakiś czas w kręgu zainteresowań polityków, szczególnie Samoobrony. Miała ona szczególne znaczenie dla Andrzeja Leppera, zamieszkałego w Zielnowie, położonym kilka kilometrów na wschód od Darłowa. W związku z tym droga ta bywa nazywana Lepperówką.

## Dopuszczalny nacisk na oś
Od 13 marca 2021 roku na drodze dozwolony jest ruch pojazdów o nacisku pojedynczej osi napędowej do 11,5 tony.

### Do 13 marca 2021 r.
Wcześniej na całej długości trasy maksymalny dopuszczalny nacisk na oś wynosił 8 ton.

## Miejscowości leżące przy trasie DK37
- Darłowo
- Rusko
- Domasławice
- Słowino
- Sęczkowo
- Karwice (DK6)